# Большой холм
Большо́й холм — участок на Канадской Тихоокеанской железной дороге (КТЖД) Британской Колумбии, Канада. Считался самым сложным участком пути на железнодорожной магистрали. Он располагался в Канадских Скалистых горах к западу от Американского континентального водораздела и до перевала Кикинг-Хорс. Хотя Большой Холм был заменён спиральными тоннелями в 1909 году, в районе есть проблемы с движением поездов и по сей день.
Основная проблема участка заключалась в том, что железная дорога должна была взойти на 330 метров вверх на расстоянии 16 км от Филда на 1 301 метров, восходя на вершину континентального водораздела в 1630 метров. Узкие долины и высокие горы ограничивали пространство, где железная дорога может растянуться, и ограничивали уклон (из-за этого позже решили пробурить дополнительные километры в горах и понизить уклон).

## Строительство
Для скорого завершения Тихоокеанской железной дороги было принято решение отложить длительный  тоннель (430 м) взрывным способом через гору Стивен, и взамен построить временные 13-километровые линии по нему. В 1884 году вместо желаемого уклона в 22 ‰, был построен крутой 45 ‰ (по некоторым данным, 44 ‰) уклон. Это была одна из самых крутых железнодорожных линий. Она спускалась от озера Wapta до подножия горы Стивен, вдоль реки Кикинг-Хорс-Ривер до точки, находящейся чуть западнее Филда, затем возвращалась обратно для удовлетворения первоначального маршрута.
Три предохранительные стрелки были построены для защиты от вышедших из-под контроля поездов. Эти стрелки вели к короткой ветке с резким подъёмом в гору до тех пор, пока вышедший из-под контроля поезд не останавливался, избежав крушения из-за превышения скорости. Скорость была ограничена до 13 км/ч для пассажирских поездов и 10 км/ч для грузовых, и также перед началом спуска с холма требовалось тщательно проверить тормоза поезда. Тем не менее, катастрофы происходили с ужасающей частотой.
Филд был создан исключительно для размещения депо дополнительных локомотивов, которые будут присоединены к поездам, поднимающимся на Большой Холм. Были построены поворотный круг и веерное депо, известные как Третий Запасной путь. В декабре 1884 КТЖД переименовала его в Филд в честь бизнесмена из Чикаго Сайруса Уэста Филда. Он, как рассчитывали в компании, может вложить деньги в регион, когда он посетил их на специальном поезде, который компания предоставила ему.
В то время осевая формула стандартных паровозов была 2-2-0, отлично подходящих в любых других местах, но бесполезных на Большом Холме. Baldwin Locomotive Works было предложено построить два  паровоза типа 1-4-0 для использования в качестве подталкивающих локомотивов в Филде в 1884 году. В то время они были наиболее мощными паровозами. Еще два паровоза прибыли в июне 1886 года. КТЖД начала строительство собственного паровоза типа 1-4-0 в августе 1887 года, и на протяжении многих лет сотни их были построены или куплены.

## Спиральные тоннели
На Большом Холме «временная» линия оставалась главной линией на протяжении двадцати пяти лет, пока 1 сентября 1909 года не были открыты знаменитые спиральные тоннели.
Совершенствование проекта было начато в 1906 году под руководством Джона Эдварда Швитцера, старшего инженера западных линий КТЖД. Первым предложением было увеличить длину подъёма, и таким образом уменьшить уклон, минуя город Филд на более высоком уровне, на южной стороне долины реки Кикинг-Хорс. От этой идеи быстро отказались из-за серьёзной опасности схода снежных лавин и оползней на долину. Кроме того, было рассмотрено удлинение маршрута в петлю на север, с обеих сторон долины реки Йохо, чтобы увеличить расстояние, но снова было установлено, что долина лавиноопасна. Эти предложения были вызваны серьезными сбоями и задержками, вызванными лавинами на других частях линии (как на вокзале Роджерс Пасс, который был разрушен лавиной в 1899 году), что и убедило Швитцера, что дорогое решение рыть спиральные тоннели было единственным верным решением.
Маршрут определился двумя тоннелями, пройденными в три четверти окружности вдоль горы. Наивысший тоннель, «Номер 1», был около 915 м в длину и проходил под Соборной горой, к югу от исходной линии. Когда новая линия выходила из тоннеля, она закручивалась и проходила под собой на 15 м ниже. Затем она спускалась в долину в сторону почти противоположную своему предыдущему курсу перед тем, как пересечь реку Кикинг-Хорс и входа в Маунт-Огден на север. Этот нижний тоннель, «Номер два» был на несколько метров короче, чем «Номер один» и снова спускался на 15 метров. От выхода из тоннеля линия продолжалась вниз по долине к первоначальному направлению, в сторону Филда. Конструкции и дополнительный путь существенно удлинили подъём и снизили уклон до 22 ‰. Новое расстояние между Филдом и озером Wapta, где путь выравнивается — 18,5 км.
Контракт был заключен в Ванкувере с инженерной фирмой MacDonnel, Gzowski and Company и работа началась в 1907 году. Рабочая сила составила около тысячи человек, а стоимость — около 1,5 млн канадских долларов.
Даже после открытия спиральных тоннелей, этот участок остается сложной задачей и осталась необходимость сохранить мощные паровозы в локомотивном депо Филда.